# Adalberto di Samaria
Adalberto di Samaria (fl. XI-XII secolo) è stato uno scrittore italiano, primo magister di ars dictandi della Università di Bologna che si possa identificare con una certa sicurezza.

## Opere
Gli sono attribuite i Precepta dictaminum,scritti dietro le insistenze di un suo allievo la cui data di composizione, ricavata da elementi interni, deve essere compresa tra gli anni 1111 e 1118), e il trattato De dictamine.